# Беркиншо, Кит
Гарри Кит Беркиншо (англ. Harry Keith Burkinshaw; родился 23 июня 1935 года в Барнсли, Уэст-Йоркшир) — английский футболист и футбольный тренер.

## Карьера игрока
Беркиншо начал свою футбольную карьеру с Лиги Мидленда в команде «Денаби Юнайтед» во время работы в додвортских шахтах. Вскоре он перестал выступать на любительском уровне, ему предложил контракт «Вулверхэмптон Уондерерс», его молодёжный клуб, но тот перешёл в «Ливерпуль» в ноябре 1953 года. Он сыграл только один матч за «Ливерпуль» против «Порт Вейл» в апреле 1955 года, он перешёл в «Уэркингтон» в декабре 1957 года за плату в размере 3000 фунтов стерлингов. Он был играющим тренером «Уэркингтона» в период с ноября 1964 года по март 1965 года, а позже покинул клуб, сыграв там 293 матча в чемпионате, чтобы присоединиться к «Сканторп Юнайтед» в мае 1965 года. Он сыграл ещё 108 матчей за «Сканторп», короткий период был исполняющим обязанности тренера до окончательного завершения карьеры игрока в мае 1968 года.

## Тренерская карьера
Вскоре после объявления о своем уходе Беркиншо переехал в Замбию, где тренировал в течение нескольких месяцев местную национальную сборную, прежде чем вернуться в Англию на пост тренера «Ньюкасла». Он был уволен из «Ньюкасла» в мае 1975 года и перешёл в «Тоттенхэм Хотспур» в том же месяце.
Он занимал должность тренера «Тоттенхэма» с 14 июля 1976 по 31 мая 1984 года. Он считается их вторым самым успешным менеджером (после Билла Николсона). Шпоры были понижены в классе в первый год тренерства Беркиншо, но сразу же повысились на следующий год. Он подписал в 1978 году двух звёзд аргентинского чемпионата: Освальдо Ардилеса и Рикардо Виллью. Считалось, что он сделал смелый шаг, однако Осси стал одним из величайших игроков Шпор, а Вилья забил один из самых важных голов в сезоне на стадионе «Уэмбли» в 1981 году в финале Кубка Англии (переигровка). «Шпоры» Беркиншо вместе с Ардилезом, Вильей и Гленном Ходдлом выиграли два Кубка Англии подряд (в 1981 и 1982 годах).
Последней игрой Беркиншо у руля Шпор был триумф в финале Кубка УЕФА 1984 года после серии пенальти во втором матче на «Уайт Харт Лейн». Они победили «Андерлехт», команду Франка Арнесена. Пройдясь по «Уайт Харт Лейн» в последний раз, Беркиншо отметил, что «все привыкли к такому футбольному клубу».
В июне 1984 он был назначен тренером сборной Бахрейна, а затем управлял «Спортингом». В октябре 1988 года он вернулся в Англию на пост тренера «Джиллингема», но ушёл в отставку в апреле 1989 года, так как команда была на грани вылета в Четвёртый дивизион Футбольной лиги.
Беркиншо позже был главным скаутом для Гленна Ходдла и Осси Ардилеса в «Суиндон Таун», а в мае 1992 года стал помощником Ардилеса в «Вест Бромвич Альбион». Когда Ардилес стал тренером «Тоттенхэма» летом 1993 года, Беркиншо был назначен главным тренером «Вест Бромвич». Тем не менее, его карьера в качестве тренера команды продлилась всего один сезон (1993/94), и он был уволен после того, как едва удалось избежать вылета во Второй дивизион.
Позже он был техническим директором в «Абердине», прежде чем взять на себя должность исполняющего обязанности, когда Рой Эйткен был уволен в 1997 году, полномочия Беркиншо продолжались до назначения Алекса Миллера новым тренером клуба.
В марте 2005 года Беркиншобыл назначен помощником тренера в «Уотфорде». Он покинул эту должность в декабре 2007 года из-за проблем в семье, однако помог клубу достичь продвижения в Премьер-лигу в 2006 году.

## Достижения
Как тренер
«Тоттенхем Хотспур»
- Кубок Англии: 1981, 1982
- Кубок УЕФА: 1984

«Спортинг»
- Суперкубок Португалии: 1987